# Śląsk Wrocław (piłka nożna)
Śląsk Wrocław – polski klub piłkarski z siedzibą we Wrocławiu, występujący w I lidze. Dwukrotny mistrz Polski (1977, 2012), czterokrotny wicemistrz Polski (1978, 1982, 2011, 2024), dwukrotny zdobywca Pucharu Polski (1976, 1987), dwukrotny zdobywca Superpucharu Polski (1987, 2012) oraz zdobywca Pucharu Ekstraklasy (2009).

## Symbol

Herb Wrocławia w latach 1948-1990.

Logo klubu jest uproszczoną wersją herbu Wrocławia, jaki obowiązywał za PRL.

## Historia

### Chronologia nazwy
- od 18 marca 1946 – Pionier Wrocław
- od kwietnia 1949 – Legia Wrocław
- od 1951 – Okręgowy Wojskowy Klub Sportowy Wrocław
- od 1955 – Centralny Wojskowy Klub Sportowy Wrocław
- od 1957 – Wojskowy Klub Sportowy Śląsk Wrocław
- od 12 grudnia 1997 – Wrocławski Klub Sportowy Śląsk Wrocław Sportowa Spółka Akcyjna
- po 2005 – Wrocławski Klub Sportowy Śląsk Wrocław Spółka Akcyjna

### Początki
W 1946 roku z Przemyśla do Wrocławia zostaje przeniesiona Oficerska Szkoła Saperów. Przy niej, 18 marca 1946 roku na zebraniu założycielskim zostaje powołany do życia Klub Sportowy Pionier (pochodzenie nazwy: Pionierzy Wrocławia, Pionier (wojsko)). Zostają założone sekcje piłki nożnej, hokeja, boksu i wioślarstwa. Pionier Wrocław występy rozpoczął od B-klasy dolnośląskiej. Sezon 1946/47 zakończył na pierwszym miejscu i awansował do A-klasy. W 1947 roku z Krakowa do Wrocławia przeniosła się Oficerska Szkoła Piechoty Nr 1 (szkoła ta powstała w czerwcu 1943 roku w Riazaniu w ZSRR jako Dywizyjna Szkoła Podchorążych, a w roku 1945 została przeniesiona do Krakowa). Przy szkole powstał Klub Sportowy Podchorążak. Data powstania klubu nie jest znana, na pewno funkcjonował on już w Krakowie. W roku 1947 Pionier i Podchorążak połączyły się (dokładna data tego połączenia nie jest znana). Dlatego też rok 1947 został oficjalnie uznany za datę powstania obecnego WKS Śląsk Wrocław, jednak biorąc pod uwagę, iż po połączeniu klub występował w A-klasie dolnośląskiej, do której wywalczył awans sezon wcześniej jako Pionier Wrocław, to za datę powstania klubu należałoby uznać 18 marca 1946 roku.

### Lata 1947–1956
W sezonie 1947/48 rozgrywki w A-klasie dolnośląskiej Pionier zakończył na 6. miejscu. Sezon 1948/49 w A-klasie dolnośląskiej wrocławski zespół rozpoczął jako Pionier, ale w kwietniu 1949 zmienił nazwę na Legia Wrocław. Rozgrywki zakończył ponownie na 6. miejscu. W sezonie 1949/50 zespół nadal występował w A-klasie. Na koniec rundy jesiennej w grudniu 1950 CWKS Wrocław był na 3. miejscu w A-klasie dolnośląskiej. Do rundy wiosennej nie przystąpił, gdyż w styczniu 1951 roku II ligę powiększono do czterech grup (32 drużyny) i wrocławski zespół dzięki temu, już pod nazwą OWKS, wystartował w drugiej lidze. Pierwsza i druga liga polska grały wówczas systemem wiosna-jesień. OWKS w debiucie w 2 lidze w 14 meczach zdobył tylko 4 punkty, zajmując ostatnie, 8. miejsce w swojej grupie i spadł do zreformowanej klasy wojewódzkiej, czyli dawnej A-klasy. W sezonie 1952 w klasie wojewódzkiej OWKS wygrał swoją grupę, a w dwumeczu o zwycięstwo w całych rozgrywkach pokonał Spójnię Lubań Śląski i został Mistrzem Dolnego Śląska. W 1952 roku wprowadzono nowy system o awans lub spadek z II ligi. Drużyna II ligowa bez względu na zajęte miejsce po zakończeniu rozgrywek mistrzowskich rozgrywała dwa spotkania barażowe z mistrzem swojego okręgu: 16 listopada 1952 OWKS Wrocław (mistrz Dolnego Śląska) – Pafawag Stal Wrocław (drużyna II-ligowa) 3:1 (dwie bramki Lizurka i jedna Kajdasza dla Śląska, dla Pafawagu Majewski). 23 listopada 1952 Pafawag Stal Wrocław – OWKS Wrocław 0:1 (bramka samobójcza). Mimo tych zwycięstw z Pafawagiem, OWKS Wrocław nie uzyskał awansu do II ligi, ponieważ postanowiono od następnego sezonu 1953 znacznie ją zmniejszyć. Okrojono ją z 40 do 14 drużyn, w związku z czym 26 zespołów II ligowych musiało przejść do nowo powstałej III ligi piłkarskiej. Dla OWKS w nowej drugiej lidze zabrakło więc miejsca. „Przecież wojskowi wyeliminowali Pafawag” protestowali wrocławscy działacze, w Warszawie mówiono „mamy reorganizację”. W sezonie 1953 OWKS wystąpił więc w trzeciej lidze – zwanej ligą międzywojewódzką (wrocławsko-opolską) i zajął ostatecznie trzecie miejsce. W roku 1954 w związku z reorganizacją w sporcie wojskowym drużyna piłkarska OWKS nie została zgłoszona do rozgrywek ligowych. Rok później OWKS ponownie rozegrał sezon w 3 lidze wrocławsko-opolskiej zajmując czwarte miejsce. Przełomowym okazał się sezon 1956. CWKS Wrocław zajął pierwsze miejsce w 3 lidze wrocławsko-opolskiej co upoważniało do gry w turnieju barażowym o awans do drugiej ligi. CWKS Wrocław turniej wygrał i uzyskał awans.

### Lata 1957–1964
W trakcie sezonu 1957 w 2 lidze klub zmienia nazwę na Śląsk Wrocław. Sezon okazał się dobry i Wrocławianie skończyli go tuż za miejscem premiowanym awansem do I ligi, które zajęła Polonia Bydgoszcz. Śląsk dysponował najlepszą obroną na zapleczu I ligi (tak północnej w której grał, jak i południowej). W kolejnym sezonie w II lidze Wojskowi również walczyli o awans. Zadanie było o tyle trudne, iż za rywali mieli stabilne zespoły, z przeszłością pierwszoligową – Pogoń Szczecin i Lecha Poznań. Nie udało się wyprzedzić Portowców i Śląsk został wicemistrzem grupy, tak jak rok wcześniej. Wrocławianie strzelili wówczas najwięcej bramek w całej lidze – 56 bramek, m.in. zwyciężyli w meczu z Wartą Poznań 8:0. Sezon 1959 okazał się nieco słabszy, WKS zajął 4 miejsce. Sezon 1960 również zakończył się dla Śląska w środku tabeli, mimo iż o awans było łatwiej – awansowały po 2 najlepsze drużyny z każdej grupy. 1961 rok był kolejnym z rzędu przeciętnym dla Wrocławian, w którym dobre występy przeplatali słabymi. Efektem było dopiero ósme miejsce w połączonej 2 lidze. W Pucharze Polski zdarzyła się niespodziewana porażka z Górnikiem Świętochłowice 2:3. w 1962 roku wrócono do dwóch grup 2 ligi, tym razem pomniejszonych, ze względu na konieczność rozegrania krótkiego sezonu związanego z przejściem na format rozgrywek jesienno-wiosennych od następnego sezonu, rozpoczynającego się w drugiej połowie tego roku. Śląsk zajął 3 miejsce, co było małym progresem. Awansowała Pogoń Szczecin. Pierwszy sezon w systemie jesień-wiosna 1962/1963 okazał się równie średni, jak poprzednie. Drużyna grała w kratkę, co zaowocowało 6 miejscem. Sezon 1963/1964 okazał się historycznym dla wrocławskiego klubu. W pięknym stylu Śląsk po raz pierwszy w historii awansował do najwyższej ligi w Polsce. Na 30 spotkań WKS przegrał tylko 3, a aż 19 meczów wygrał. Klub zdobył 46 punktów. 7 więcej niż 3 drużyna (za zwycięstwo przyznawano 2 pkt.). Wiele dała dobra formacja defensywna – 14 bramek straconych, prawie dwukrotnie mniej niż kolejny na tej liście Zawisza Bydgoszcz.

### Lata 1965–1973
Wrocław, jedno z największych miast w Polsce, długo musiało czekać na drużynę w najwyższej klasie rozgrywkowej, bo aż dwie dekady. Historyczny pierwszy mecz z Szombierkami Bytom zakończył się porażką 0:3. Pierwszą bramkę w ekstraklasie zdobył Joachim Stachuła w meczu z Gwardią Warszawa, pierwszym zwycięskim (2:1) w ekstraklasie. Pierwsze lata gry wśród najlepszych Wrocławianie kończyli w środku tabeli, lub trochę niżej. W 1969 roku nastąpił pierwszy spadek do 2 ligi. Celem był powrót do 1 ligi. WKS (poza rokiem 1971, gdy niespodziewanie trafiła się groźba spadku do 3 ligi) plasował się w czołówce 2 ligi, w 1973 roku powracając na 20 lat do ekstraklasy.

### Lata 1974–1982
Druga połowa lat siedemdziesiątych i początek lat osiemdziesiątych uznawane są do dziś za najlepszy okres w historii klubu – sukcesy zarówno w lidze, jak i w Pucharze Polski, rekordowa ilość publiczności, dobre drużyny młodzieżowe oraz udane spotkania w europejskich pucharach. Aż pięciokrotnie Śląsk kończył w tym czasie rozgrywki ligowe na podium, w 1977 roku zdobywając pierwszy raz mistrzostwo Polski.
Skład w sezonie mistrzowskim 1976/1977: zawodnicy: Tadeusz Pawłowski, Mieczysław Kopycki, Władysław Żmuda, Janusz Sybis, Zygmunt Kalinowski, Józef Kwiatkowski, Jan Erlich, Zygmunt Garłowski, Henryk Kowalczyk, Mieczysław Olesiak, Marian Balcerzak, Roman Faber, Krzysztof Karpiński, Zdzisław Rybotycki, Jacek Wiśniewski, Jacek Nocko, Ireneusz Garłowski, Jerzy Szymonowicz, Mirosław Mitka, Tadeusz Nowakowski; trener: Władysław Żmuda, II trener: Józef Majdura.

### Lata 1983–1992
Okres ten był czasem ostatnich poważniejszych sukcesów klubu przed długotrwałym kryzysem, w jaki niebawem popadł. W sezonie 1982/1983 klub opuścił Tadeusz Pawłowski (wyjechał za granicę). W lidze klub radził sobie raczej przeciętnie – dopiero 6 pozycja na koniec sezonu. Większe sukcesy Śląsk odnosił  w Europie. Dwumecz z Dynamem Moskwa wygrał w dramatycznych okolicznościach. W następnej rundzie jednak wrocławianie dwukrotnie przegrali z Servette FC i odpadli z Pucharu UEFA. Kolejny sezon również był dość przeciętny, Wojskowi zajęli 8 pozycję. W sezonie 1985 klub omal nie spadł do 2 ligi. Sezon skończył na ostatniej bezpiecznej pozycji w tabeli, wyprzedzając Radomiaka jedynie lepszym bilansem bramkowym. Po słabszym roku klub powrócił do środka tabeli, plasując się na 7 miejscu. W sezonie 1986/1987 z dobrej strony na MŚ 1986 w Meksyku zaprezentował się Ryszard Tarasiewicz, co przełożyło się również na postawę w lidze. Miejsce tuż za podium w lidze oraz drugi w historii Puchar Polski, po zwycięstwie z GKS-em Katowice. Sezon 1987/1988 zaczął się od Superpucharu Polski w Białymstoku, gdzie WKS pokonał mistrza Polski Górnika Zabrze 2:0. W Pucharze Zdobywców Pucharów Śląsk trafił na Real Sociedad – w Hiszpanii skończyło się bezbramkowym remisem, we Wrocławiu, przy czterdziestotysięcznej widowni, klub odpadł z pucharów po porażce 0:2. Śląsk sezon skończył na 6 miejscu. Lata 1989–1992 kończyły się pozycją w środku tabeli; za granicę wyjechał Ryszard Tarasiewicz, klub grał coraz słabiej.

### Lata 1993–2000
Po przemianach ustrojowych w 1989 roku sytuacja klubu pogorszyła się. Klub był sporym obciążeniem dla resortu wojskowego. Sezon 1992/1993 klub skończył na 16 miejscu ponosząc aż 20 porażek w sezonie. Całkiem dobrze radził sobie jednak w Pucharze Polski dochodząc do półfinału, przegrywając dopiero z Ruchem Chorzów.
Po spadku do drugiej ligi Śląsk zajął tam 5 miejsce, podczas gdy premiowane awansem były 2 pierwsze lokaty.
W sezonie 1994/1995 przyszedł awans. Śląsk wygrał grupę zachodnią wyprzedzając m.in. Wisłę Kraków i Amikę Wronki. Po drodze do 1 ligi Śląsk gromił 6:0 Arkę, Ślęzę, Pogoń Oleśnica czy Lechię 5:0.
W ekstraklasie uzyskał tyle samo punktów co degradowana Pogoń Szczecin i zajął ostatnie bezpieczne miejsce w lidze. Frekwencja była spora sięgając 10–11 tys. w spotkaniach z Legią i Widzewem.
Sezon 1996/1997 okazał się nieudany. Klub nie dokończył rozgrywek, ostatnie 3 spotkania oddając walkowerem. Przegrane aż w 25 spotkaniach, przedostatnie miejsce, ledwie 24 punkty, bilans bramkowy 24-65 i spadek do 2 ligi.
Sezon 1997/1998 klub rozpoczął w 2 lidze. Do grudnia 1997 sekcja piłki nożnej była częścią wielosekcyjnego Wojskowego Klubu Sportowego Śląsk Wrocław. W związku ze zmianami organizacyjnymi w wojsku sekcja oddzieliła się zakładając 12 grudnia 1997, Sportową Spółkę Akcyjną. W związku z tym w nazwie doszło do drobnej korekty. Wyraz „Wojskowy” zamieniono na „Wrocławski”. WKS zakończył sezon na dość wysokim 3 miejscu z 56 punktami. Awansował Ruch Radzionków z 12 punktami więcej.
W sezonie 1998/1999 na zapleczu ekstraklasy klub ponownie wywalczył 3 miejsce w grupie zachodniej. Tym razem zabrakło ledwie 3 punktów do awansu.
Celem na sezon 1999/2000 był awans. Do gry po połączeniu wschodniej i zachodniej grupy przystąpiły aż 24 drużyny. Śląsk wywalczył kolejny już awans zdobywając ponad 100 punktów i 91 bramek, przez większą część rozgrywek przewodząc w tabeli.
W ekstraklasie, choć Śląsk dokonał wzmocnień m.in. wyróżniającym się w 2 lidze Sławomirem Nazarukiem czy Piotrem Włodarczykiem, to zajął dopiero 11 pozycję, przez większość sezonu balansując tuż nad strefą spadkową.

### Lata 2001–2007
W sezonie 2001/2002 Śląsk występował w I lidze (Ekstraklasie), gdzie w jednej z dwóch ośmiozespołowych grup zajął 5 miejsce. W grupie spadkowej Wrocławianie zajęli dopiero przedostatnie, siódme miejsce i zostali relegowani do II ligi.
W sezonie 2002/2003 klub z Wrocławia miał walczyć o powrót do I ligi. Zapowiadał to pierwszy mecz w którym rozgromiony 4:0 został Ruch Radzionków również przymierzany do awansu. Zespół jednak zawodził, zwłaszcza na wyjazdach prezentując marną grę (1 zwycięstwo) i zajął 15, spadkowe miejsce w II lidze i spadł po 47 latach do III ligi. Trenerem był wówczas Marian Putyra.
W sezonie 2003/2004 WKS zajął drugie miejsce, za Zagłębiem Sosnowiec. Mecz w Sosnowcu między dwoma ważnymi dla polskiej piłki ośrodkami zgromadził na trybunach ponad 10 tys. kibiców, co było wynikiem rzadko spotykanym wówczas nawet w ekstraklasie. Śląsk wystąpił w barażach o awans do II ligi. Zremisował u siebie 0:0 z Arką Gdynia i przegrał na wyjeździe 2:1. Jak się później okazało wynik ustalony był już przed dwumeczem (afera korupcyjna w polskiej piłce nożnej). Klub wobec rosnących długów i słabych wyników stanął na krawędzi upadku.
W sezonie 2004/2005 zespół nękany długami postanowił spróbować raz jeszcze awansować do 2 ligi. Kluczowa być może dla losów klubu była porażka 1:2 z TOR-em Dobrzeń Wielki we Wrocławiu. Po tym spotkaniu zespół został objęty przez Ryszarda Tarasiewicza. Klub zaliczył niebawem serię 9 zwycięstw z rzędu i zajął pierwsze miejsce w III lidze awansując na zaplecze Ekstraklasy.
W sezonie 2005/2006 Śląsk radził sobie dobrze, wygrał dwukrotnie z Widzewem Łódź, który skończył sezon na pierwszym miejscu. Śląsk zajął 4. miejsce w II lidze z taką samą ilością punktów jak Jagiellonia Białystok, która została sklasyfikowana na miejscu 3, które premiowane było meczami barażowymi o ekstraklasę. O kolejności zadecydowały dopiero bramki zdobyte na wyjeździe przez Jagiellonię Białystok w bezpośrednich meczach (0:2, 4:2).
w sezonie 2006/2007 Śląsk widziany był w gronie faworytów, jednak na skutek konfliktu z właścicielem, zespół opuścił trener Ryszard Tarasiewicz. Drużynę objął Luboš Kubík. Wojskowi radzili sobie jednak słabo, zwłaszcza w rundzie jesiennej balansując na krawędzi spadku do 3 ligi. Na wiosnę klub wsparty kilkoma nowymi graczami miał włączyć się do walki o awans u steru z nowym trenerem Janem Żurkiem. WKS zajął 9 miejsce w II lidze.

### Lata 2007–2013
18 kwietnia 2007 w Cardiff została podjęta decyzja, że organizatorem Euro 2012 będzie Polska i Ukraina. Wrocław został zaproponowany jako jedno z miast do organizacji turnieju. Prezydent Wrocławia, Rafał Dutkiewicz, po dwukrotnym fiasku starań o Expo dostrzegł szansę na zrealizowanie ambicji miasta jako organizatora dużej międzynarodowej imprezy. Rozpoczęła się więc „operacja Euro 2012”. Doświadczenia poprzednich organizatorów dużych imprez piłkarskich wskazywały, że zbudowanie odpowiedniej infrastruktury z przeznaczeniem wyłączenie na same Mistrzostwa Europy jest pozbawione sensu ekonomicznego. Dlatego prócz planów inwestycyjnych związanych bezpośrednio z przygotowaniem miasta do organizacji Euro, rozpoczęto też prace mające na celu zagospodarowanie planowanego Stadionu Miejskiego oraz okolic także po imprezie. W tym celu miasto zaplanowało wykupienie akcji Śląska Wrocław od prywatnych właścicieli, dofinansowanie spółki, uczynienie jej „gospodarzem” budowanego stadionu oraz w dalszej perspektywie znalezienie prywatnego współwłaściciela i inwestora.
Śląsk Wrocław został skomunalizowany przez miasto. Zaczęto także szukać klubowi sponsorów, głównie wśród instytucji państwowych. Sponsorem głównym został koncern EnergiaPro, państwowy monopolista na rynku energetycznym. Sponsorem tytularnym został Wrocław 2012, spółka celowa, powołana 3 grudnia 2007 przez Miasto Wrocław do realizacji budowy Stadionu Miejskiego. Pracownicy Śląska zostali de facto pracownikami miasta, a zakupy klubu zaczęły podlegać wymaganiom ustawy o zamówieniach publicznych.
Operacje te wywołały szereg kontrowersji zarówno wśród społeczności kibicowskich, jak i mieszkańców Wrocławia. Kibice innych klubów zarzucili Śląskowi oraz Lechii Gdańsk, że dzięki patronatowi politycznemu i pieniądzom podatników awansowały do elity polskiej piłki nożnej. Władze Wrocławia, zdając sobie sprawę z tego typu kontrowersji, postanowiły ograniczyć finansowanie innych gałęzi sportu w mieście (w tym innych sekcji Śląska Wrocław – koszykówki i piłki ręcznej), jak również zrównoważyć finanse piłkarskiego Śląska poprzez znalezienie prywatnego, większościowego współwłaściciela klubu i stopniowe wycofywanie się z finansowania jego wydatków.
W sezonie 2007/2008 Śląsk po dobrej grze awansował do Ekstraklasy zajmując drugie, premiowane bezpośrednim awansem, miejsce w II lidze, choć miał bardzo słaby start na wiosnę – 3 porażki, przez które sytuacja w tabeli stała się nieco gorsza, a także remis z Odrą Opole. Jednak po nim nastąpiły 3 wygrane z rzędu i wywalczono awans. W trakcie sezonu Śląsk pokonał Motor Lublin aż 10:1. W trakcie tego sezonu trwały negocjacje miasta Wrocław (właściciela Śląska) z biznesmenem Zbigniewem Drzymałą dotyczące fuzji Śląska z Groclinem Grodzisk Wielkopolski. Śląsk miał w następnym sezonie grać w najwyższej klasie rozgrywkowej na licencji klubu z Grodziska. Pomysł spotkał się z dużą dezaprobatą wrocławskiego środowiska kibicowskiego. Zbigniew Drzymała po spotkaniu z kibicami, zgodził się zrezygnować z miejsca w Pucharze UEFA, które jego drużyna wywalczyła w poprzednim sezonie (zamiast Groclinu lub Śląska wystąpił w nich Lech Poznań). Kibice Śląska wymogli także, że klub ma zostać zgłoszony do rozgrywek ligowych na licencji Śląska oraz że spółka funkcjonować będzie nadal na podstawie dotychczasowego KRS. Fuzja ostatecznie jednak z różnych przyczyn nie doszła do skutku.
W sezonie 2008/2009 Śląsk wzmocniony Sebastianem Milą po rundzie jesiennej (8 zwycięstw, 6 remisów, 3 porażki) zajmował 6. miejsce w Ekstraklasie i utrzymał je do końca rozgrywek. Choć szóste miejsce nie było premiowane awansem do europejskich pucharów, powszechna była opinia, że taka lokata to sukces jak na beniaminka. W Pucharze Polski Śląsk odpadł w I rundzie (1/32 finału), po przegranym 1:0 wyjazdowym meczu z Nielbą Wągrowiec. Śląsk Wrocław zdobył Puchar Ekstraklasy, wygrywając 1:0 mecz finałowy z Odrą Wodzisław Śląski. Mecz odbył się w Wodzisławiu Śląskim. Jedyną bramkę w tym spotkaniu strzelił Krzysztof Ulatowski. Mecz obejrzało 6200 kibiców. Było to pierwsze trofeum od 22 lat.
8 kwietnia 2009 we wrocławskim Ratuszu Prezydent Wrocławia w imieniu miasta podpisał umowę z Zygmuntem Solorzem, na mocy której jedna z jego spółek (Bithell Holdings Limited) została większościowym udziałowcem piłkarskiego Śląska.
Sezon 2009/2010 miał 2 oblicza. Po nie najgorszej postawie jesienią, nadeszła bardzo słaba wiosna, pod koniec której Śląsk zagrożony był nawet spadkiem. Utrzymanie zapewnił sobie w przedostatniej kolejce, wygrywając 4:2 na wyjeździe z Odrą Wodzisław Śląski, która również broniła się przed spadkiem. Mecze z Odrą i Arką (ostatnia kolejka, wygrana Śląska 2:1), były jedynymi meczami wygranymi wiosną przez drużynę z Wrocławia. Ostatecznie Śląsk zajął 9 miejsce w Ekstraklasie. Słaba gra zespołu odbiła się na frekwencji przy Oporowskiej, która wyniosła w sezonie 2009/2010 średnio zaledwie około 6000 osób na mecz. Najlepszym strzelcem zespołu okazał się Serb Vuk Sotirović, który zdobył 9 goli w lidze. Bardzo słaba gra na wiosnę przełożyła się na trenera, którego pozycja zaczęła słabnąć. W Pucharze Polski Śląsk odpadł w 1/16 finału. Po remisie 1:1 w meczu wyjazdowym z Dolcanem Ząbki o wygranej Dolcanu zadecydowały rzuty karne (5:4).
Najistotniejszą zmianą w czasie trwania sezonu 2010/11 była zmiana trenera. Po czterech porażkach z rzędu, po szóstej kolejce zawieszony został Ryszard Tarasiewicz. W siódmej kolejce drużynę poprowadził jego dotychczasowy asystent Paweł Barylski. Drużyna po tym meczu zajmowała przedostatnie miejsce w tabeli. 27 września 2010 trenerem został Orest Lenczyk, który prowadził klub od ósmej kolejki. Na półmetku rozgrywek Śląsk zajmował 9 miejsce. Nowy trener na tyle odmienił oblicze Śląska, iż z zespołu walczącego o utrzymanie, uczynił drużynę walczącą o awans do europejskich pucharów, która zaliczyła passę 14 spotkań bez porażki w Ekstraklasie. Ostatecznie, po wysokim zwycięstwie 5:0 nad Arką Gdynia w ostatnim decydującym meczu sezonu, Śląsk zdobył wicemistrzostwo Polski i po 24 latach ponownie zagrał w europejskich pucharach. W Pucharze Polski Śląsk w 1/16 (ostatni mecz pod wodzą Tarasiewicza) pokonał 1:0 na wyjeździe Świt Nowy Dwór Mazowiecki i odpadł w 1/8 przegrywając 1:2 na własnym boisku z Legią Warszawa.

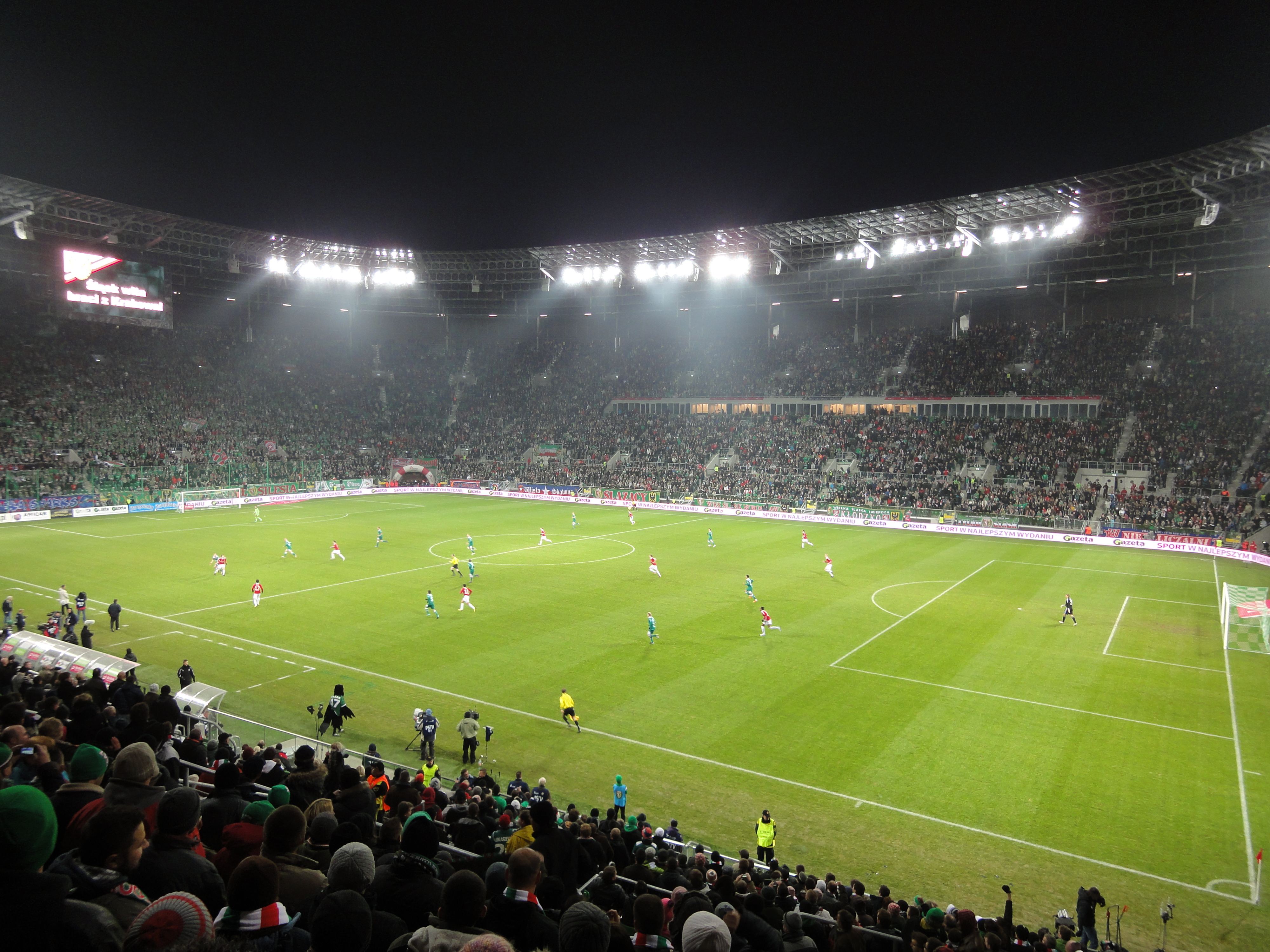
Ligowy mecz Śląska Wrocław z Wisłą Kraków w sezonie 2011/2012

Sezon 2011/2012 Śląsk rozpoczął od dwumeczu z Dundee United F.C. w ramach II rundy eliminacji do Ligi Europy. Po wyrównanych pojedynkach, dzięki wyjazdowym bramkom awansował WKS. Warto wspomnieć o rekordowym wyjeździe do Dundee 4500 fanów Śląska. W następnej rundzie, mimo znacznej przewagi, dopiero po karnych wrocławianie mogli cieszyć się zwycięstwem nad Łokomotiwem Sofia. W rundzie decydującej o awansie do fazy grupowej WKS został pokonany przez Rapid Bukareszt. Najważniejszym wydarzeniem w trakcie tego sezonu były przenosiny na nowy stadion. W rozgrywkach ekstraklasy na półmetku klub zajął w dobrym stylu 1 miejsce. Wiosną było już nieco gorzej, zwłaszcza na starcie, gdzie porażki z Legią i Koroną mogły mieć spore znaczenie pod koniec sezonu. Z biegiem czasu klub grał coraz lepiej i wygrywając 3 ostatnie spotkania w sezonie zapewnił sobie drugi w historii tytuł mistrza Polski. W Pucharze Polski po wyjazdowych zwycięstwach z Okocimskim Brzesko i Podbeskidziem Bielsko-Biała awansował do ćwierćfinału, po raz pierwszy od 1993 roku, przegrał jednak w dwumeczu z Arką Gdynia.
12 lipca 2012 Śląsk pokonał Legię Warszawa w meczu o Superpuchar Polski zdobywając to trofeum po raz drugi w historii.
Sezon 2012/2013 drużyna zaczęła bardzo słabo. w ramach II rundy eliminacji do Ligi Mistrzów co prawda przeszli FK Budućnost Podgorica, ale już w następnej rundzie odpadli z mistrzem Szwecji Helsingborgs IF, przegrywając u siebie 0:3 i w Szwecji 1:3. Śląsk kontynuował jednak grę w europejskich rozgrywkach w IV rundzie Ligi Europy, w której zmierzył się z niemieckim Hannover 96. Pierwszy mecz we Wrocławiu przegrał 3:5, a na wyjeździe uległ 1:5. Po tej porażce, w dniu 31 sierpnia, klub rozwiązał kontrakt z dotychczasowym trenerem Orestem Lenczykiem. W 3 kolejce ekstraklasy zespół prowadził Paweł Barylski. 3 września nowym trenerem Śląska został Czech Stanislav Levý. Drużyna grała „w kratkę”. Dobre występy, jak m.in. wygrane 3:0 z Lechem, Wisłą, Pogonią i Jagiellonią czy dwukrotne zwycięstwo 1:0 z Legią, przeplatała kompromitującymi, jak 0:4 z Zagłębiem, 0:1 z GKS-em Bełchatów czy 0:5 z Legią. Nierówna forma wystarczyła jednak do tego, by znaleźć się w finale Pucharu Polski (który Śląsk nieznacznie przegrał) i wywalczyć brązowe medale Mistrzostw Polski, 3. raz z rzędu kończąc rozgrywki na podium i wywalczając awans do europejskich Pucharów.
22 listopada 2013 miasto Wrocław odkupiło 51% akcji WKS-u od cypryjskiej spółki Zygmunta Solorza i zostało tym samym 100-procentowym właścicielem klubu.

### Lata 2014–2023

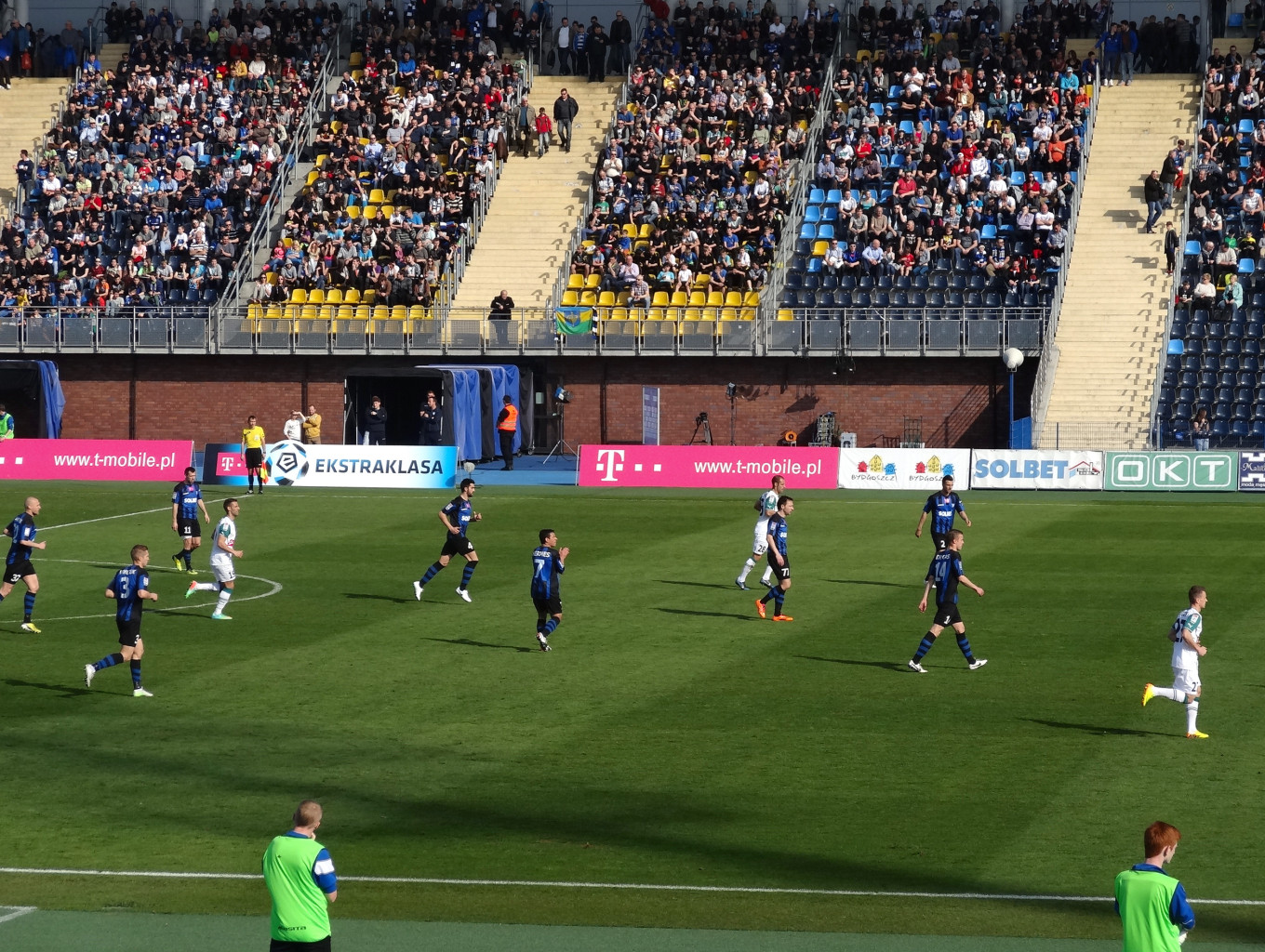
Ligowy mecz Zawiszy Bydgoszcz i Śląska Wrocław w sezonie 2013/2014

8 stycznia 2014 miasto Wrocław sprzedało trzy pakiety akcji klubu (każdy po 16,88%) trzem wrocławskim firmom: Hasco-Lek, PB Inter System i Supra Invest. Każda firma za pakiet akcji zapłaciła po 1,262 mln złotych. 23 lutego 2014 po porażce na własnym boisku z Ruchem Chorzów rozwiązano kontrakt z trenerem Stanislavem Levým. Nowym trenerem Śląska został Tadeusz Pawłowski. Sezon 2013/2014 zespół z Wrocławia zakończył na 9. pozycji, wygrywając „grupę spadkową”. Średnia frekwencja wyniosła 10 486 widzów na jedno spotkanie.
Wraz z rozpoczynającym się sezonem 2014/2015 nowym sponsorem technicznym klubu został Adidas. Przez poprzednie lata zespół był ubierany przez Pumę. 4 sierpnia 2014 jednym ze sponsorów klubu została marka Tyskie. Umowa została podpisana na okres trzech lat. Śląsk zakończył sezon na 4. miejscu i zakwalifikował się do eliminacji Ligi Europy. Średnia frekwencja wyniosła 10 963 widzów i była piątą w ekstraklasie.
Sezon 2015/2016 rozpoczął się od ogłoszenia przez miasto przetargu na akcje klubu. 29 czerwca 2015 miasto ogłosiło iż jest gotowe na sprzedaż 43,42% akcji z posiadanych 49,36%. 2 lipca 2015 Śląsk zainaugurował sezon meczem wyjazdowym ze słoweńskim NK Celje w ramach pierwszej rundy Ligi Europy. W grudniu 2015 trenerem został Romuald Szukiełowicz. 18 stycznia 2016 dyrektorem sportowym klubu został Wojciech Błoński. 9 marca 2016 trenerem został Mariusz Rumak.
5 maja 2016 miasto zamieniło sześciomilionowy dług współwłaścicieli na akcje stając się tym samym właścicielem 54,46% akcji, dodatkowo firma Tekton, której prezesem jest Ilias Filippidis odkupiła pakiet akcji Inter-Systemu. Średnia frekwencja w sezonie 2015/2016 wyniosła 8616 widzów.
19 grudnia 2016 rozwiązano kontrakt z trenerem Mariuszem Rumakiem, natomiast nowym szkoleniowcem został Jan Urban. Średnia frekwencja w sezonie 2016/2017 wyniosła 9089 widzów.
6 lipca 2017 Rada Miejska Wrocławia przegłosowała sprzedaż 54,46% akcji spółce Wratislavia-Biodiesel, której głównym udziałowcem jest Grzegorz Ślak, transakcja jednak do dziś nie doszła do skutku. 11 lipca ogłoszono iż spółka Payne Oakland Corporation, której właścicielem jest Amerykanin Dean Johnson ma zamiar odkupić od Wrocławskiego Konsorcjum Sportowego (Hasco-Lek S.A., Supra Invest S.A., Tekton Sp. z o.o. miały po 15,18% akcji) pakiet 45,54% akcji WKS Śląsk Wrocław SA. Do transakcji jednak nie doszło.
8 stycznia 2018 Rada Nadzorcza WKS Śląsk Wrocław SA odwołała ze stanowiska prezesa Michała Bobowca, a na jego miejsce powołany został Marcin Przychodny. 19 lutego nowym trenerem został Tadeusz Pawłowski, z którym podpisano umowę na 2,5 roku. Tego samego dnia na stanowisku dyrektora sportowego Dariusz Sztylka zastąpił Adama Matyska.
Przed sezonem 2018/2019 klub przedłużył umowę na kolejne 4 sezony z firmą Adidas.
W kwietniu 2021 z Oporowskiej 62 do biur w trybunie C Stadionu Wrocław przeniesiono siedzibę administracyjną klubu.
Przed sezonem 2021/2022 sponsorem głównym klubu została firma LV BET Zakłady Bukmacherskie. Umowa została podpisana do końca sezonu 2024/2025. Sezon 2021/2022 Śląsk zakończył na 15. miejscu w tabeli zdobywając 35 punktów w 34 meczach, a przygoda z Pucharem Polski zakończyła się na 1/32 finału, gdzie Wrocławianie przegrali 1:0 z Termalicą Nieciecza.
W sezonie 2022/2023 Śląsk zajął znów 15. miejsce w tabeli. W 34 meczach zdobyli 38 punktów i strzelili 35 bramek. W Pucharze Polski doszli aż do ćwierćfinału, po drodze pokonując Ruch Wysokie Mazowieckie 4:0, Lech Poznań 3:1 i Sandecję Nowy Sącz 3:0. W ćwierćfinale zmierzyli się z KKS-em Kalisz i przegrali 3:0. 

### Sezon 2023/2024
Śląsk rozpoczął rozgrywki wyjazdowym meczem do Kielc, gdzie zremisowali 1:1 z miejscowa Koroną. Kolejne trzy mecze nie przyniosły punktów. Dopiero piąta kolejka przyniosła upragnione zwycięstwo. WKS zmierzył się z Lechem Poznań i wygrał 3:1. W kolejnych 4 meczach Śląsk zaliczył komplet punktów wygrywając z Widzewem Łódź, Jagiellonią Białystok, Puszczą Niepołomice i Piastem Gliwice. 26 września rozegrano I rundę Pucharu Polski, gdzie przeciwnikiem Wrocławian została Jagiellonia Białystok. Drużyna z Białegostoku zwyciężyła 2:0 eliminując Śląsk z rozgrywek. W rozgrywkach ligowych Śląsk do końca rundy jesiennej nie poniósł już żadnej porażki. Rundę jesienną Wrocławianie skończyli na fotelu lidera zdobywając 41 punktów, zwyciężając w 12, remisując w 5 i przegrywając tylko w 2 meczach. 
Runda wiosenna nie zaczęła się dla Śląska pozytywnie. W pierwszych 3 meczach zdobyli jeden punkt, przegrywając z Pogonią Szczecin i Stalą Mielec oraz remisując z Lechem Poznań. Stracili także prowadzenie w tabeli i znaleźli się na 2 miejscu. W następnym meczu zwyciężyli 2:1 z Widzewem Łódź. W kolejnych dwóch meczach Wrocławianie wywalczyli jeden punkt. Następny mecz z Piastem Gliwice zakończył się wynikiem 2:2. Następnie Warta Poznań została pokonana 2:0. W kolejnych 3 meczach Śląsk zdobył tylko 1 punkt, przegrywając z Górnikiem Zabrze i Ruchem Chorzów oraz remisując z Legią Warszawa. Następnie Śląsk wygrał z ŁKS-em Łódź i Cracovią, Radomiakiem Radom i w ostatniej kolejce sezonu z Rakowem Częstochowa.  
Wrocławianie zakończyli sezon na 2. miejscu w tabeli, zdobywając 63 punkty w 34 meczach. Był to czwarty raz gdy Śląsk zdobył srebrny medal w rozgrywkach o mistrzostwo Polski. Ta pozycja zagwarantowała im uczestnictwo w eliminacjach do Ligi Konferencji UEFA 2024/2025.  

### Sezon 2024/2025
Na początku sezonu Śląsk poznał rywala meczu II rundy eliminacji Ligi Konferencji UEFA. Została nim Riga FC. Pierwszy mecz tego sezonu odbył się  19 lipca. Było to starcie z Lechią Gdańsk. Mecz przyjaźni zakończył się wynikiem 1:1. Kolejny mecz był meczem eliminacyjnym. Śląsk zmierzył się z Riga FC. Początek Europejskich Pucharów nie zapowiadał się dla Wrocławskiej drużyny dobrze. Łotewski klub wygrał 1:0. Następnie w Gliwicach zmierzyli się z Piastem i przegrali 0:2. Przyszedł czas na rewanżowe spotkanie z Rigą FC. Tym razem Śląsk okazał się lepszy i zapewnił sobie awans do następnej rundy eliminacji. Mecz zakończył się wynikiem 3:1. Mecz trzeciej kolejki Ekstraklasy został przełożony. Drużyna chciała bardziej skupić się na meczach Ligi Konferencji. W III rundzie eliminacji przeciwnikiem Śląska został FC Sankt Gallen. Mecz odbył się 7 sierpnia. Wrocławianie wrócili ze Szwajcarii na tarczy, przegrywając 0:2. Następnym przeciwnikiem został Widzew Łódź. Mecz zakończył się bezbramkowym remisem. Przyszła kolej na rewanżowe spotkanie z FC Sankt Gallen. Śląsk wygrał to spotkanie 3:2 i tak zakończyła się jego przygoda w Europejskich Pucharach. Mecz był bardzo kontrowersyjny. Sędzia podjął kilka niekorzystnych dla wrocławian decyzji, które wzbudziły wielkie emocje. Na kwadrans przed końcem meczu w polu karnym upadł  Aleks Petkow. Arbiter skorzystał z analizy VAR i nie podyktował rzutu karnego dla gospodarzy. Ukarał za to Petkowa żółtą kartką za próbę wymuszenia jedenastki. Dla obrońcy wrocławskiego zespołu było to drugie takie upomnienie, co oznaczało kartkę czerwoną. Później, już w doliczonym czasie gry, gdy oba zespoły szykowały się do dogrywki, sędzia po wsparciu się VAR-em, podyktował rzut karny dla FC Sankt Gallen za zagranie ręką Nahuela Leivy. Ta decyzja spowodowała, że doszło do przepychanki pomiędzy piłkarzami, po której sędzia ukarał Leivę drugą żółtą kartką Na tym emocje się nie skończyły. W jednej z ostatnich akcji w meczu skrzydłowy Śląska Arnau Ortiz upadł w szesnastce Sankt Gallen, jednak chorwacki arbiter uznał, że gracz chciał wymusić rzut karny. Pokazał mu drugą żółtą, a w konsekwencji czerwoną kartkę. Śląsk kończył mecz w ósemkę. 

Dużo się działo. Myślę, że gdyby Rafał obronił drugiego karnego, to byśmy trzeci raz strzelali, potem czwarty, piąty i tak dalej. Byłem po meczu z jednym z chłopców u sędziów. Wypchnął mnie za drzwi i nimi trzasnął. Sędzia nie panował nad emocjami. Drużyna pokazała charakter, strzeliła cztery gole, ale jeden nieuznany. Aleks i Arnau byli trafieni w nogę przy swoich sytuacjach. Były podstawy, żeby podyktować rzuty karne. Jak już arbiter wiedział, że nie podejmie decyzji o karnym, to nie ma prawa dać drugiej kartki. Czerwona dla Nahuela była poprzedzona szarpaniem przez zawodnika St. Gallen. Mógłbym mówić 15 minut o sędziach, ale nie ma sensu. Zaraz kolejny mecz w lidze. Trzeba leczyć rany. Każdy ma zadbać o siebie i regenerację. Musimy wejść na zwycięską ścieżkę w niedzielę. Dziś byliśmy bardzo blisko. Powiedziałem przed meczem, że chciałbym, żeby ten mecz przeszedł do historii. Byliśmy blisko, ale nie pozwolono nam grać dalej. Cała trójka sędziów była negatywnie nastawiona do nas od początku meczu. Każde delikatne zagranie było dla przeciwnika.
Oczywiście, że może być protest złożony. Po to, żeby było bardzo głośno, aby eliminować takich arbitrów z prowadzenia spotkań. Nas się rozlicza za wynik, więc tak samo powinno się rozliczać sędziów. Wiem, jaki będzie werdykt. Wynik zostanie utrzymany, a my odpadamy. Zrobimy to dla samych siebie. Mamy poczucie, że nie wszystko było fair i elegancko.

Następny mecz ligowy przeciwko Koronie Kielce zakończył się remisem 1:1. Przed kolejnym meczem przeciwko Legii Warszawa na stadionie wystąpiła Paktofonika. Mecz zakończył się wynikiem 1:1. Następnie Pogoń Szczecin nie pozwoliła Śląskowi zdobyć punktów. W kolejnych meczach Śląsk nie przedstawiał się dobrze. Ostatnim meczem przed przerwą zimową był mecz przyjaźni. Lechia wygrała 1:0. Runda jesienna przyniosła Śląskowi ostatnie miejsce w tabeli. Drużyna zdobyła tylko 11 punktów. 
W pierwszym meczu rudny wiosennej Wrocławianie zmierzyli się z Piastem Gliwice, z którym przegrali 1:3. Była to 11 porażka w tym sezonie. Kolejny mecz z Radomiakiem Radom zakończył się remisem 1:1. Następnie Śląsk pewnie pokonał Widzew Łódź i wykonał pierwszy krok w walce o utrzymanie. Mecz zakończył się wynikiem 3:0. Następnie Wojskowi ponieśli porażkę z Koroną Kielce 2:0. W kolejnym meczu Śląsk uległ Legii Warszawa 3:1. Później Śląsk zanotował serię 5 meczów z rzędu bez porażki remisując 1:1 z Pogonią Szczecin i 1:1 z Motorem Lublin, oraz wygrywając 1:4 ze Stalą Mielec, 3:1 z Lechem Poznań i 2:4 z Cracovią. Następnie przegrał 0:2 z GKS-em Katowice i 0:3 z Rakowem Częstochowa. Później Śląsk wygrał 3:1 z Zagłębiem Lubin. W następnej, kolejce przegrał 2:0 z Górnikiem Zabrze. W tej samej kolejce swoje mecze wygrały walczące o utrzymanie Lechia Gdańsk oraz Zagłębie Lubin, przez co Śląsk po 17 latach spadł z Ekstraklasy. 

## Sukcesy

### Trofea międzynarodowe
| \| \| Zdobyte trofea w rozgrywkach międzynarodowych (stan na: 2012-05-31) \| |                                                                     |      |                  |
| Rozgrywki                                                                    | Osiągnięcie                                                         | Razy | Sezon(y)         |
| · Liga Mistrzów · (Puchar Europy)                                            | zdobywca                                                            | 0    |                  |
| · Liga Mistrzów · (Puchar Europy)                                            | finalista                                                           | 0    |                  |
| · Liga Mistrzów · (Puchar Europy)                                            | I runda                                                             | 1    | 1977/78          |
| · Liga Europy · (Puchar UEFA)                                                | zdobywca                                                            | 0    |                  |
| · Liga Europy · (Puchar UEFA)                                                | finalista                                                           | 0    |                  |
| · Liga Europy · (Puchar UEFA)                                                | 1/8 finału                                                          | 2    | 1975/76, 1978/79 |
| · Puchar Zdobywców                                                           | zdobywca                                                            | 0    |                  |
| · Puchar Zdobywców                                                           | finalista                                                           | 0    |                  |
| · Puchar Zdobywców                                                           | 1/4 finału                                                          | 1    | 1976/77          |
| FIFA                                                                         | Zdobyte trofea w rozgrywkach międzynarodowych (stan na: 2012-05-31) |      |                  |

### Trofea krajowe
| \| \| Zdobyte trofea w rozgrywkach Polski (stan na: 2024-05-25) \| |                                                           |      |                              |
| Rozgrywki                                                          | Osiągnięcie                                               | Razy | Sezon(y)                     |
| Mistrzostwo                                                        | I miejsce                                                 | 2    | 1977, 2012                   |
| Mistrzostwo                                                        | II miejsce                                                | 4    | 1978, 1982, 2011, 2024       |
| Mistrzostwo                                                        | III miejsce                                               | 2    | 1975, 2013                   |
| Puchar                                                             | zdobywca                                                  | 2    | 1976, 1987                   |
| Puchar                                                             | finalista                                                 | 1    | 2013                         |
| Superpuchar                                                        | zdobywca                                                  | 2    | 1987, 2012                   |
| Superpuchar                                                        | finalista                                                 | 0    |                              |
| Puchar Ligi                                                        | zdobywca                                                  | 1    | 2009                         |
| Puchar Ligi                                                        | finalista                                                 | 0    |                              |
| II liga                                                            | I miejsce                                                 | 2    | 1995, 2000                   |
| II liga                                                            | II miejsce                                                | 5    | 1957, 1958, 1964, 1973, 2008 |
| II liga                                                            | III miejsce                                               | 3    | 1962, 1998, 1999             |
| Polska                                                             | Zdobyte trofea w rozgrywkach Polski (stan na: 2024-05-25) |      |                              |

### Inne trofea
- Młoda Ekstraklasa:
  - 3 miejsce (2x): 2012, 2013
- Mistrzostwa Polski juniorów w piłce nożnej:
  - 1 miejsce (1x): 1979
  - 2 miejsce (1x): 1977
  - 3 miejsce (2x): 1978, 1980

## Udział w polskich rozgrywkach
Sezon 2024/2025 to 46. sezon Śląska Wrocław w najwyższej klasie rozgrywkowej.
Dwa razy zdobył mistrzostwo, cztery razy wicemistrzostwo i dwa razy zajął trzecie miejsce.
Śląsk aktualnie zajmuje 8. miejsce w tabeli wszech czasów Ekstraklasy mając następujący bilans (stan na 9 lutego 2024):

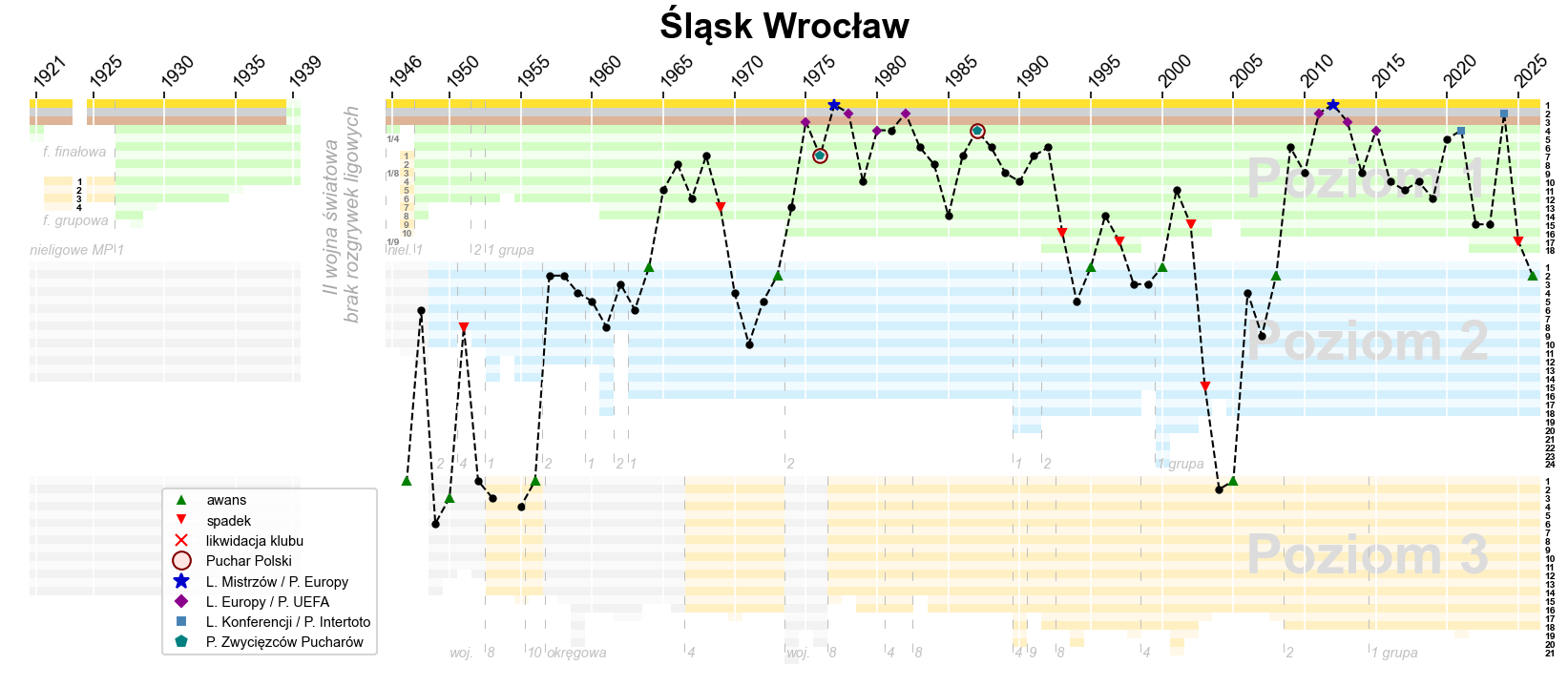
Historia występów Śląska Wrocław w rozgrywkach ligowych

| Bilans Śląska w Ekstraklasie |            |        |         |          |          |        |
| Mecze                        | Zwycięstwa | Remisy | Porażki | Bramki + | Bramki – | Punkty |
| 1423                         | 504        | 423    | 496     | 1683     | 1729     | 1664   |

## Poszczególne sezony
| Sezon     | Rozgrywki ligowe | Rozgrywki ligowe            | Rozgrywki ligowe | Puchar Polski (rozgrywki centralne) | Inne rozgrywki, dodatkowe informacje i uwagi | Inne rozgrywki, dodatkowe informacje i uwagi |
| Sezon     | Liga             | Liga                        | Miejsce          | Puchar Polski (rozgrywki centralne) | Inne rozgrywki, dodatkowe informacje i uwagi | Inne rozgrywki, dodatkowe informacje i uwagi |
| --------- | ---------------- | --------------------------- | ---------------- | ----------------------------------- | --- | --- |
| 1946/1947 | III              | Klasa B (gr. dolnośląska)   | 1                | nie rozgrywano                      | | |
| 1947/1948 | II               | Wrocławska klasa A          | 6                | nie rozgrywano                      | | |
| 1948/1949 | III              | Wrocławska klasa A          | 6                | nie rozgrywano                      | | |
| 1949/1950 | III              | Wrocławska klasa A          | 3                | nie rozgrywano                      | | |
| 1951      | II               | II liga (gr. III)           | 8/8              | –                                   | | |
| 1952      | III              | Wrocławska klasa wojewódzka | 1                | IV runda                            | brak awansu – reorganizacja rozgrywek | brak awansu – reorganizacja rozgrywek |
| 1953      | III              | III liga (gr. VI)           | 3/12             | nie rozgrywano                      | OWKS Wrocław został wycofany po sezonie po decyzji Ministerstwa Obrony Narodowej, że wojskowe drużyny sportowe OWKS i GWKS nie będą brały udziału w państwowych ligach sportowych. | OWKS Wrocław został wycofany po sezonie po decyzji Ministerstwa Obrony Narodowej, że wojskowe drużyny sportowe OWKS i GWKS nie będą brały udziału w państwowych ligach sportowych. |
| 1954      | –                | –                           | –                | –                                   | Drużyna nie została zgłoszona do rozgrywek ligowych. | Drużyna nie została zgłoszona do rozgrywek ligowych. |
| 1955      | III              | III liga (gr. VI)           | 4/14             | –                                   | | |
| 1956      | III              | III liga (gr. IV)           | 1/14             | –                                   | | |
| 1957      | II               | II liga (gr. północna)      | 2/12             | –                                   | | |
| 1958      | II               | II liga (gr. północna)      | 2/12             | nie rozgrywano                      | | |
| 1959      | II               | II liga (gr. północna)      | 4/12             | nie rozgrywano                      | | |
| 1960      | II               | II liga (gr. północna)      | 5/12             | nie rozgrywano                      | | |
| 1961      | II               | II liga                     | 8/18             | –                                   | | |
| 1962      | II               | II liga (gr. B)             | 3/8              | I runda                             | | |
| 1962/1963 | II               | II liga                     | 6/16             | II runda                            | | |
| 1963/1964 | II               | II liga                     | 1/16             | I runda                             | | |
| 1964/1965 | I                | I liga                      | 11/14            | Ćwierćfinał                         | | |
| 1965/1966 | I                | I liga                      | 8/14             | Ćwierćfinał                         | | |
| 1966/1967 | I                | I liga                      | 12/14            | 1/16 finału                         | | |
| 1967/1968 | I                | I liga                      | 7/14             | 1/16 finału                         | | |
| 1968/1969 | I                | I liga                      | 13/14            | Ćwierćfinał                         | | |
| 1969/1970 | II               | II liga                     | 4/16             | I runda                             | | |
| 1970/1971 | II               | II liga                     | 10/16            | I runda                             | | |
| 1971/1972 | II               | II liga                     | 5/16             | Ćwierćfinał                         | | |
| 1972/1973 | II               | II liga                     | 2/16             | 1/16 finału                         | | |
| 1973/1974 | I                | I liga                      | 13/16            | 1/16 finału                         | | |
| 1974/1975 | I                | I liga                      | 3/16             | 1/8 finału                          | | |
| 1975/1976 | I                | I liga                      | 7/16             | Zwycięstwo                          | 1/8 finału Pucharu UEFA | 1/8 finału Pucharu UEFA |
| 1976/1977 | I                | I liga                      | 1/16             | 1/8 finału                          | 1/4 finału Pucharu Zdobywców Pucharów | 1/4 finału Pucharu Zdobywców Pucharów |
| 1977/1978 | I                | I liga                      | 2/16             | Ćwierćfinał                         | I runda Pucharu Europy Mistrzów Klubowych | I runda Pucharu Europy Mistrzów Klubowych |
| 1978/1979 | I                | I liga                      | 10/16            | 1/16 finału                         | 1/8 finału Pucharu UEFA | 1/8 finału Pucharu UEFA |
| 1979/1980 | I                | I liga                      | 4/16             | 1/8 finału                          | | |
| 1980/1981 | I                | I liga                      | 4/16             | Ćwierćfinał                         | 1/32 finału Pucharu UEFA | 1/32 finału Pucharu UEFA |
| 1981/1982 | I                | I liga                      | 2/16             | 1/8 finału                          | | |
| 1982/1983 | I                | I liga                      | 6/16             | 1/8 finału                          | 1/16 finału Pucharu UEFA | 1/16 finału Pucharu UEFA |
| 1983/1984 | I                | I liga                      | 8/16             | IV runda                            | | |
| 1984/1985 | I                | I liga                      | 14/16            | V runda                             | | |
| 1985/1986 | I                | I liga                      | 7/16             | Ćwierćfinał                         | Pierwsze derby Dolnego Śląska pomiędzy Śląskiem i Zagłębiem Lubin. | Pierwsze derby Dolnego Śląska pomiędzy Śląskiem i Zagłębiem Lubin. |
| 1986/1987 | I                | I liga                      | 4/16             | Zwycięstwo                          | | |
| 1987/1988 | I                | I liga                      | 6/16             | Ćwierćfinał                         | Superpuchar Polski | 1/16 finału Pucharu Zdobywców Pucharów |
| 1988/1989 | I                | I liga                      | 9/16             | Ćwierćfinał                         | | |
| 1989/1990 | I                | I liga                      | 10/16            | IV runda                            | | |
| 1990/1991 | I                | I liga                      | 7/16             | 1/16 finału                         | | |
| 1991/1992 | I                | I liga                      | 6/18             | IV runda                            | | |
| 1992/1993 | I                | I liga                      | 16/18            | Półfinał                            | | |
| 1993/1994 | II               | II liga (gr. zachodnia)     | 5/18             | IV runda                            | | |
| 1994/1995 | II               | II liga (gr. zachodnia)     | 1/18             | II runda                            | | |
| 1995/1996 | I                | I liga                      | 14/18            | II runda                            | | |
| 1996/1997 | I                | I liga                      | 17/18            | IV runda                            | | |
| 1997/1998 | II               | II liga (gr. zachodnia)     | 3/17             | 1/16 finału                         | | |
| 1998/1999 | II               | II liga (gr. zachodnia)     | 3/14             | III runda                           | | |
| 1999/2000 | II               | II liga                     | 1/24             | 1/16 finału                         | | |
| 2000/2001 | I                | I liga                      | 11/16            | 1/8 finału                          | | |
| 2001/2002 | I                | I liga                      | 15/16            | 1/16 finału                         | | |
| 2002/2003 | II               | II liga                     | 15/18            | 1/16 finału                         | | |
| 2003/2004 | III              | III liga (gr. III)          | 2/16             | I runda                             | | |
| 2004/2005 | III              | III liga (gr. III)          | 1/16             | –                                   | | |
| 2005/2006 | II               | II liga                     | 4/18             | –                                   | | |
| 2006/2007 | II               | II liga                     | 9/18             | I runda                             | | |
| 2007/2008 | II               | II liga                     | 2/18             | II runda                            | | |
| 2008/2009 | I                | Ekstraklasa                 | 6/16             | I runda                             | Puchar Ekstraklasy | Puchar Ekstraklasy |
| 2009/2010 | I                | Ekstraklasa                 | 9/16             | 1/16 finału                         | | |
| 2010/2011 | I                | Ekstraklasa                 | 2/16             | 1/8 finału                          | | |
| 2011/2012 | I                | Ekstraklasa                 | 1/16             | Ćwierćfinał                         | IV runda kwalifikacyjna Ligi Europy | Pierwszy mecz Śląska na Tarczyński Arena |
| 2012/2013 | I                | Ekstraklasa                 | 3/16             | Finał                               | Superpuchar Polski | III runda kwalifikacyjna Ligi Mistrzów |
| 2013/2014 | I                | Ekstraklasa                 | 9/16             | 1/8 finału                          | IV runda kwalifikacyjna Ligi Europy | IV runda kwalifikacyjna Ligi Europy |
| 2014/2015 | I                | Ekstraklasa                 | 4/16             | Ćwierćfinał                         | | |
| 2015/2016 | I                | Ekstraklasa                 | 10/16            | Ćwierćfinał                         | II runda kwalifikacyjna Ligi Europy | II runda kwalifikacyjna Ligi Europy |
| 2016/2017 | I                | Ekstraklasa                 | 11/16            | 1/8 finału                          | | |
| 2017/2018 | I                | Ekstraklasa                 | 10/16            | 1/16 finału                         | | |
| 2018/2019 | I                | Ekstraklasa                 | 12/16            | 1/8 finału                          | | |
| 2019/2020 | I                | Ekstraklasa                 | 5/16             | 1/32 finału                         | | |
| 2020/2021 | I                | Ekstraklasa                 | 4/16             | 1/32 finału                         | | |
| 2021/2022 | I                | Ekstraklasa                 | 15/18            | 1/32 finału                         | III runda kwalifikacyjna Ligi Konferencji Europy | III runda kwalifikacyjna Ligi Konferencji Europy |
| 2022/2023 | I                | Ekstraklasa                 | 15/18            | Ćwierćfinał                         | | |
| 2023/2024 | I                | Ekstraklasa                 | 2/18             | I runda                             | | |
| 2024/2025 | I                | Ekstraklasa                 | 17/18            | 1/8 finału                          | III runda kwalifikacyjna Ligi Konferencji UEFA | III runda kwalifikacyjna Ligi Konferencji UEFA |

| Poziom ligowy | Liczba sezonów | Sezony                                                                                   |
| ------------- | -------------- | ---------------------------------------------------------------------------------------- |
| I             | 46             | 1964-1969, 1973-1993, 1995-1997, 2000-2002, 2008–2025                                    |
| II            | 24             | 1947/1948, 1951, 1957-1964, 1969-1973, 1993-1995, 1997-2000, 2002/2003, 2005-2008, 2025– |
| III           | 9              | 1946/1947, 1948-1950, 1952-1953, 1955-1956, 2003-2005                                    |

### Osiągnięcia
46 sezony Śląsk spędził w Ekstraklasie.
- Najwyższe zwycięstwo w Ekstraklasie u siebie: Śląsk Wrocław – Zagłębie Sosnowiec 7:0 (1991)
- Najwyższe zwycięstwo w Ekstraklasie na wyjeździe: Wisła Kraków – Śląsk 0:5 (1989), Miedź Legnica – Śląsk 0:5 (2018), Wisła Kraków – Śląsk Wrocław 0:5 (2021)
- Najwięcej występów w Śląsku w Ekstraklasie (Polak) ma Piotr Celeban – 312
- Najwięcej bramek dla Śląska w Ekstraklasie (Polak) zdobył Tadeusz Pawłowski – 63
- Najwięcej występów w Śląsku w Ekstraklasie (obcokrajowiec) ma Róbert Pich – 253
- Najwięcej bramek dla Śląska w Ekstraklasie (obcokrajowiec) zdobył Erik Expósito – 54

23 sezony Śląsk spędził na zapleczu Ekstraklasy.
- Najwyższe zwycięstwo w II lidze: Śląsk Wrocław – Motor Lublin 10:1 (II liga 2007/2008)
- Najwięcej bramek dla Śląska we wszystkich rozgrywkach zdobył Janusz Sybis – 110
- Najwięcej występów w Śląsku we wszystkich rozgrywkach ma Piotr Celeban – 340 (370 licząc drużynę rezerw)

| Nr   | Strzelec               | Data       | Przeciwnik                 | Wynik |
| ---- | ---------------------- | ---------- | -------------------------- | ----- |
| 1    | Joachim Stachuła       | 19.08.1964 | Gwardia Warszawa           | 2:1   |
| 100  | Roman Jakóbczak        | 13.06.1969 | Szombierki Bytom           | 3:0   |
| 200  | Józef Kwiatkowski      | 09.11.1975 | Pogoń Szczecin             | 2:0   |
| 300  | Roman Faber            | 20.08.1978 | Odra Opole                 | 2:1   |
| 400  | Roman Faber            | 13.09.1981 | Pogoń Szczecin             | 4:1   |
| 500  | Kazimierz Mikołajewicz | 09.05.1984 | Pogoń Szczecin             | 3:3   |
| 600  | Ryszard Tarasiewicz    | 25.10.1986 | Olimpia Poznań             | 1:2   |
| 700  | Zbigniew Mandziejewicz | 24.03.1990 | Jagiellonia Białystok      | 3:0   |
| 800  | Siergiej Basow         | 22.08.1992 | Pogoń Szczecin             | 3:1   |
| 900  | Marcin Janus           | 17.09.2000 | Ruch Chorzów               | 3:2   |
| 1000 | Krzysztof Wołczek      | 01.08.2009 | Cracovia                   | 2:0   |
| 1100 | Johan Voskamp          | 06.11.2011 | Zagłębie Lubin             | 5:1   |
| 1200 | Rafał Grodzicki        | 16.03.2014 | Zagłębie Lubin             | 2:2   |
| 1300 | Ryōta Morioka          | 23.04.2016 | Podbeskidzie Bielsko-Biała | 2:1   |
| 1400 | Arkadiusz Piech        | 04.05.2018 | Cracovia                   | 3:3   |
| 1500 | Przemysław Płacheta    | 25.06.2020 | Cracovia                   | 3:2   |
| 1600 | John Yeboah            | 29.10.2022 | Wisła Płock                | 2:1   |

### Puchar Polski
Śląsk Wrocław był finalistą Pucharu Polski trzykrotnie: dwa razy zwyciężał i raz przegrał. W sezonie 1975/1976 pokonał w finale Stal Mielec 2:0 po bramkach Erlicha i Garłowskiego. W sezonie 1986/1987 po remisie 0:0 Śląsk wygrał z GKS Katowice w rzutach karnych 4:3, na stadionie Odry Opole. W sezonie 2012/2013 Śląsk przegrał w dwumeczu z Legią Warszawa (0:2 i 1:0)
- Śląsk w finałach PP
  - PP 1976 – Warszawa – Śląsk Wrocław – Stal Mielec 2:0
  - PP 1987 – Opole – Śląsk Wrocław – GKS Katowice 0:0 k.4:3
  - PP 2013 – Wrocław, Warszawa – Legia Warszawa – Śląsk Wrocław 2:0 i 0:1

W sezonie 1992/1993 Śląsk doszedł do półfinału Pucharu Polski. Zremisował z Ruchem II Chorzów 1:1 i przegrał 1:4. Rezerwy Ruchu, były wtedy rezerwami tylko z nazwy. Ponieważ pierwszą drużynę wcześniej wyeliminował Widzew Łódź, do protokołu sędziowskiego wpisywany był trener Ksawery Bibrzycki, a faktycznie zespołem kierował pierwszy trener Ruchu Edward Lorens i wystawiany był najsilniejszy skład.

### Puchar Ligi

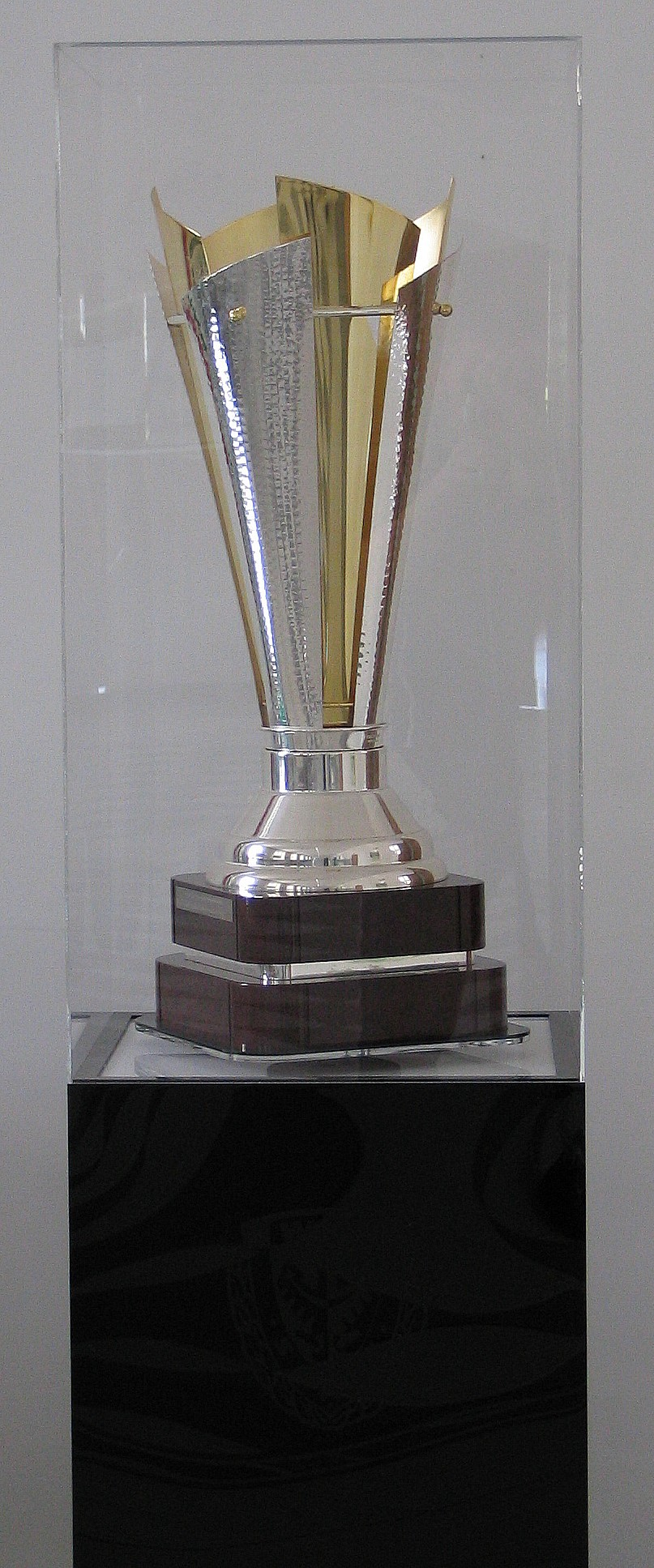
Puchar Ekstraklasy w gablocie Śląska Wrocław

Śląsk Wrocław wystąpił w Pucharze Ligi pięciokrotnie (licząc nieoficjalne rozgrywki z sezonu 1977/1978).
Puchar Ekstraklasy wywalczył raz, w sezonie 2008/2009, pokonując w finale Odrę Wodzisław Śląski 1:0 na jej boisku.
- Puchar Ekstraklasy w polskiej piłce nożnej (2008/2009) – Wodzisław Śląski: Odra Wodzisław Śląski – Śląsk Wrocław 0:1

### Superpuchar Polski
Piłkarze Śląska jak do tej pory dwa razy zagrali w meczu o superpuchar za każdym razem zdobywając to trofeum. Po raz pierwszy wrocławianie zagrali w meczu o superpuchar jako zdobywcy Pucharu Polski w roku 1987. W meczu rozegranym na Stadionie Miejskim w Białymstoku pokonali drużynę mistrza Polski Górnika Zabrze 2:0. Po raz drugi Śląsk miał możliwość zagrania o superpuchar w roku 2012 po zdobyciu tytułu mistrzowskiego, rywalem była drużyna zdobywcy Pucharu Polski – Legii Warszawa. W rozegranym 12 sierpnia 2012 r. na Stadionie Wojska Polskiego meczu padł remis 1:1, ponieważ nie przeprowadzono dogrywki o zdobyciu superpucharu zadecydowały rzuty karne, w których lepsi byli wrocławianie.
- Śląsk w meczu o SPP
  - SPP 1987 – Białystok – Śląsk Wrocław – Górnik Zabrze 2:0
  - SPP 2012 – Warszawa – Śląsk Wrocław – Legia Warszawa 1:1 k. 4:2

## Trenerzy

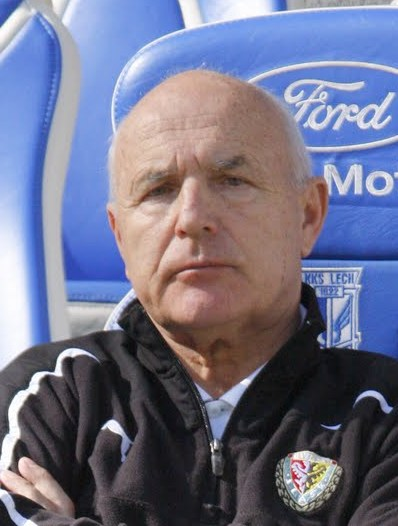
Orest Lenczyk – trener klubu w latach 1979-80 i 2010-12

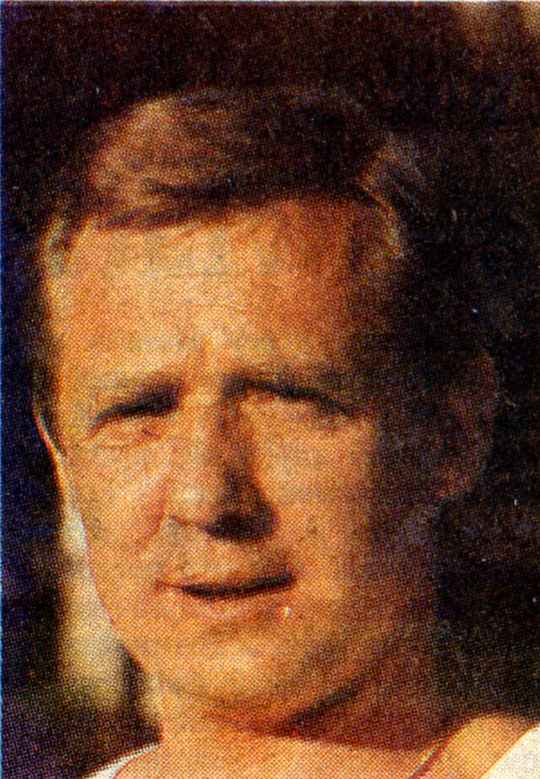
Romuald Szukiełowicz – trener klubu w latach 1989-91, 1995–1996 i 2015-16

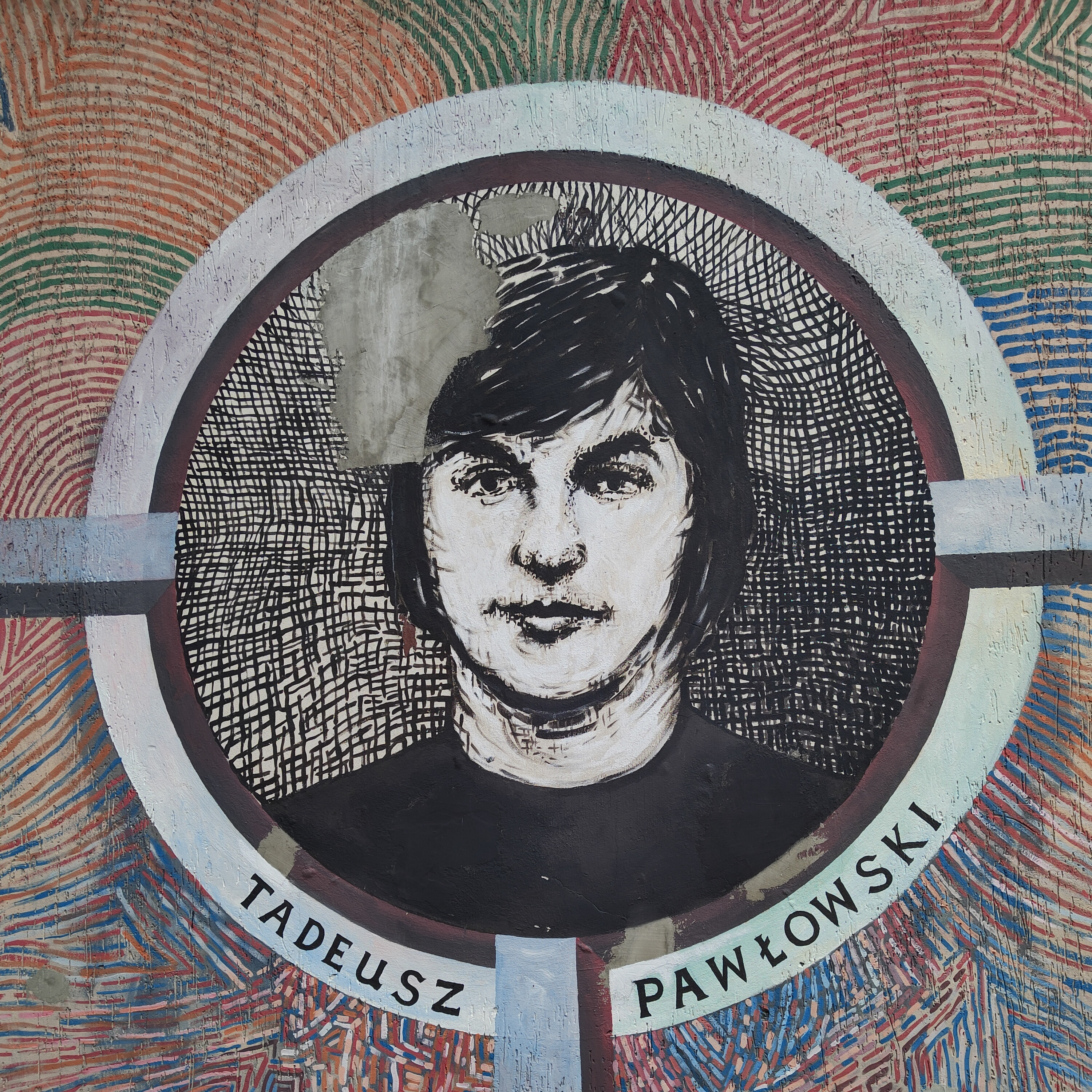
Tadeusz Pawłowski – trener klubu w latach 1992-93, 2014-15 i 2018

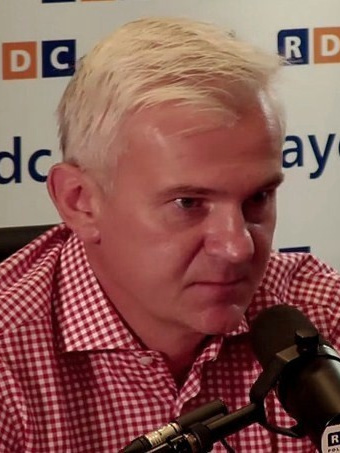
Jacek Magiera – trener klubu w latach 2021-22 i 2023-24

| Lp.   | Państwo        | Imię i nazwisko                                  | Okres                 |
| 1.    | PRL            | Władysław Suchoń                                 | 1958                  |
| 2.    | Czechosłowacja | Vilém Lugr                                       | 1959                  |
| 3.    | PRL            | Władysław Giergiel                               | 1.01.1962-30.06.1965  |
| 4.    | PRL            | Artur Woźniak                                    | 1969-70               |
| 5.    | PRL            | Władysław Jan Żmuda                              | 1.01.1972-6.12.1977   |
| 6.    | PRL            | Aleksander Papiewski (1. kadencja)               | 6.12.1977-31.12.1978  |
| 7.    | PRL            | Orest Lenczyk (1. kadencja)                      | 27.06.1979-3.03.1980  |
| 8.    | PRL            | Jan Caliński (1. kadencja)                       | 3.10.1980-30.06.1983  |
| (6.)  | PRL            | Aleksander Papiewski (2. kadencja)               | 25.08.1983-10.10.1984 |
| 9.    | PRL            | Henryk Apostel                                   | 10.10.1984-30.06.1988 |
| 10.   | PRL            | Alojzy Łysko                                     | 30.06.1988-1.01.1989  |
| 11.   | PRL / Polska   | Romuald Szukiełowicz (1. kadencja)               | 1.01.1989-31.05.1991  |
| 12.   | Polska         | Tadeusz Pawłowski (1. kadencja)                  | 6.10.1992-10.05.1993  |
| 13.   | Polska         | Stanisław Świerk                                 | 10.05.1993-24.08.1995 |
| (11.) | Polska         | Romuald Szukiełowicz (2. kadencja)               | 24.08.1995-21.04.1996 |
| (8.)  | Polska         | Jan Caliński (2. kadencja)                       | 28.04.1996-30.06.1996 |
| 14.   | Polska         | Wiesław Wojno                                    | 1.07.1996-11.03.1997  |
| 15.   | Polska         | Jerzy Kasalik                                    | 11.03.1997-21.09.1997 |
| (8.)  | Polska         | Jan Caliński (3. kadencja)                       | 22.09.1997-31.12.1997 |
| (6.)  | Polska         | Aleksander Papiewski (3. kadencja)               | 17.03.1998-30.06.1998 |
| 16.   | Polska         | Grzegorz Kowalski (1. kadencja)                  | 1.07.1998-20.12.1998  |
| 17.   | Polska         | Wojciech Łazarek                                 | 21.12.1998-3.11.1999  |
| (8.)  | Polska         | Jan Caliński (4. kadencja)                       | 3.11.1999-3.07.2000   |
| 18.   | Polska         | Władysław Łach                                   | 3.07.2000-10.04.2001  |
| 19.   | Polska         | Janusz Wójcik                                    | 10.04.2001-7.06.2001  |
| 20.   | Polska         | Marian Putyra (1. kadencja)                      | 7.06.2001-24.08.2001  |
| 21.   | Czechy         | Petr Němec                                       | 24.08.2001-25.03.2002 |
| (20.) | Polska         | Marian Putyra (2. kadencja)                      | 25.03.2002-30.06.2003 |
| (16.) | Polska         | Grzegorz Kowalski (2. kadencja)                  | 1.07.2003-30.09.2004  |
| 22.   | Polska         | Ryszard Tarasiewicz (1. kadencja)                | 29.09.2004-28.06.2006 |
| 23.   | Czechy         | Luboš Kubík                                      | 6.07.2006-2.10.2006   |
| 24.   | Polska         | Jan Żurek                                        | 2.10.2006-18.06.2007  |
| (22.) | Polska         | Ryszard Tarasiewicz (2. kadencja)                | 19.06.2007-22.09.2010 |
| p.o.  | Polska         | Paweł Barylski (tymczasowo)                      | 22.09.2010-27.09.2010 |
| (7.)  | Polska         | Orest Lenczyk (2. kadencja)                      | 27.09.2010-31.08.2012 |
| p.o.  | Polska         | Paweł Barylski (tymczasowo)                      | 31.08.2012-03.09.2012 |
| 25.   | Czechy         | Stanislav Levy                                   | 3.09.2012-23.02.2014  |
| (12.) | Polska         | Tadeusz Pawłowski (2. kadencja)                  | 24.02.2014-2.12.2015  |
| p.o.  | Polska         | Grzegorz Kowalski (tymczasowo)                   | 2.12.2015.-7.12.2015  |
| (11.) | Polska         | Romuald Szukiełowicz (3. kadencja)               | 7.12.2015-9.03.2016   |
| 26.   | Polska         | Mariusz Rumak                                    | 9.03.2016-19.12.2016  |
| 27.   | Polska         | Jan Urban                                        | 5.01.2017-19.02.2018  |
| (12.) | Polska         | Tadeusz Pawłowski (3. kadencja)                  | 19.02.2018-11.12.2018 |
| p.o.  | Polska         | Paweł Barylski (tymczasowo)                      | 11.12.2018-3.01.2019  |
| 28.   | Czechy         | Vítězslav Lavička                                | 3.01.2019-21.03.2021  |
| 29.   | Polska         | Jacek Magiera                                    | 22.03.2021-8.03.2022  |
| 30.   | Polska         | Piotr Tworek                                     | 9.03.2022-1.06.2022   |
| 31.   | Serbia         | Ivan Đurđević                                    | 2.06.2022-21.04.2023  |
| (29.) | Polska         | Jacek Magiera (2. kadencja)                      | 21.04.2023-12.11.2024 |
| p.o.  | Polska         | Michał Hetel, Marcin Dymkowski (obaj tymczasowo) | 12.11.2024-24.12.2024 |
| 32.   | Słowenia       | Ante Šimundža                                    | 24.12.2024-obecnie    |

## Obecny skład
Stan na 31 stycznia 2025
| Nr | Poz. | Piłkarz                 |
| -- | ---- | ----------------------- |
| 3  | OB   | Serafin Szota (kapitan) |
| 4  | OB   | Marko Dijaković         |
| 5  | OB   | Aleks Petkow            |
| 6  | PO   | Besar Halimi            |
| 7  | PO   | Piotr Samiec-Talar      |
| 8  | OB   | Marc Llinares           |
| 9  | NA   | Damian Warchoł          |
| 10 | PO   | Arnau Ortiz             |
| 11 | PO   | Luka Marjanac           |
| 14 | OB   | Michał Wróblewski       |
| 15 | PO   | Jorge Yriarte           |
| 16 | OB   | Krzysztof Kurowski      |
| 17 | PO   | Petr Schwarz            |
| 18 | PO   | Simon Schierack         |
| 19 | PO   | Maksymilian Dziuba      |
| 20 | PO   | Aleksander Wołczek      |
| 21 | NA   | Michał Milewski         |
| 22 | PO   | Mateusz Żukowski        |

| Nr | Poz. | Piłkarz             |
| -- | ---- | ------------------- |
| 24 | PO   | Jehor Sharabura     |
| 25 | BR   | Michał Szromnik     |
| 29 | PO   | Jakub Jezierski     |
| 30 | BR   | Bartosz Głogowski   |
| 31 | BR   | Hubert Śliczniak    |
| 33 | OB   | Jehor Matsenko      |
| 39 | OB   | Szymon Rygiel       |
| 44 | OB   | Mariusz Malec       |
| 66 | OB   | Łukasz Gerstenstein |
| 70 | NA   | Miłosz Kozak        |
| 77 | PO   | Adam Ciućka         |
| 78 | OB   | Tommaso Guercio     |
| 81 | PO   | Patryk Sokołowski   |
| 91 | NA   | Przemysław Banaszak |

### Piłkarze na wypożyczeniu
| Nr | Poz. | Piłkarz                                                 |
| -- | ---- | ------------------------------------------------------- |
|    | BR   | Oskar Mielcarz (w Wieczystej Kraków do 30 czerwca 2025) |
|    | BR   | Hubert Śliczniak (w Stali Brzeg do 30 czerwca 2025)     |

## Drużyny młodzieżowe Śląska Wrocław
Juniorzy starsi (U-19):
- 1976/1977 – Wicemistrzostwo Polski
- 1977/1978 – 3 miejsce
- 1978/1979 – Mistrzostwo Polski
- 1979/1980 – 3 miejsce
- 2017/2018 – 3 miejsce
- 2018/2019 – Wicemistrzostwo Polski
- 2024/2025 – Wicemistrzostwo Polski
- 2020/2021 – 3 miejsce

Juniorzy młodsi (U-17):
- 2017/2018 – 3 miejsce
- 2023/2024 – Mistrzostwo Polski
- 2024/2025 – 3 miejsce

Trampkarze starsi (U-15):
- 2022/2023 – Mistrzostwo Polski
- 2023/2024 – Mistrzostwo Polski
- 2024/2025 – 3 miejsce

W sezonie 2008/2009 w rozgrywkach Młodej Ekstraklasy Śląsk zajął 6 miejsce. Indywidualny sukces osiągnął Kamil Biliński, który strzelił 21 bramek w tych rozgrywkach i został królem strzelców.
W sezonach 2011/2012 i 2012/2013 w rozgrywkach Młodej Ekstraklasy Śląsk zajął 3 miejsce.

## Sponsorzy
- Sponsor główny: LV bet
- Pozostali sponsorzy: Yoon Group, Grupa Pos-Bet, Acana, Kuchnia Vikinga
- Sponsor techniczny: Nike, 11teamsports
- Partnerzy: Wrocław, Wrocław Airport, Aquapark Wrocław, Hyundai Nawrot, AWF Wrocław
- Patroni medialni: tuWroclaw.com, Radio Eska, Helios, Wrocławski sport
- Sponsor strategiczny: JAXAN

## Stadiony

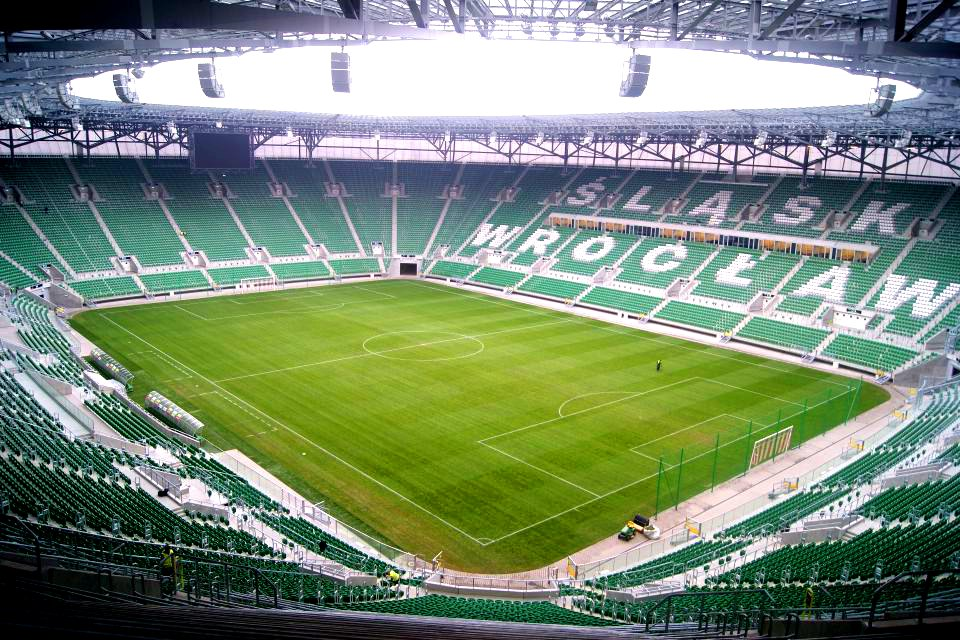
Stadion Miejski we Wrocławiu

Śląsk począwszy od meczu z Lechią Gdańsk (1:0) 28 października 2011 korzysta ze Stadionu Miejskiego o pojemności 45 105 miejsc. Obiekt położony jest przy Alei Śląskiej na osiedlu Pilczyce, w zachodniej części miasta, w dawnej dzielnicy Fabryczna. Stadion, będący areną zmagań Mistrzostw Europy w Piłce Nożnej w 2012 dysponuje jednopoziomowymi trybunami oraz podgrzewaną murawą. Spełnia wszelkie wymogi obiektu najwyższej, czyli czwartej kategorii UEFA.
Najzagorzalsi fani Śląska zasiadają w tzw. Młynie na trybunie północnej (trybuna B) za bramką.
Śląsk do października 2011 korzystał ze stadionu znajdującego się przy ul. Oporowskiej 62. Po przeprowadzce na nowy stadion, Stadion Oporowska pełni funkcję bazy treningowej dla pierwszej drużyny. Ostatnim meczem Ekstraklasy na tym stadionie było spotkanie z Podbeskidziem Bielsko-Biała (1:0) 22 października 2011.
Ze względu na wygaśnięcie tymczasowego pozwolenia na użytkowanie Stadionu Miejskiego i przedłużające się procedury wydania pozwolenia bezterminowego, 7 kwietnia 2012 Śląsk ponownie rozegrał mecz na stadionie przy Oporowskiej.
W przeszłości Śląsk rozgrywał również swoje mecze na Stadionie Olimpijskim.

## Kibice

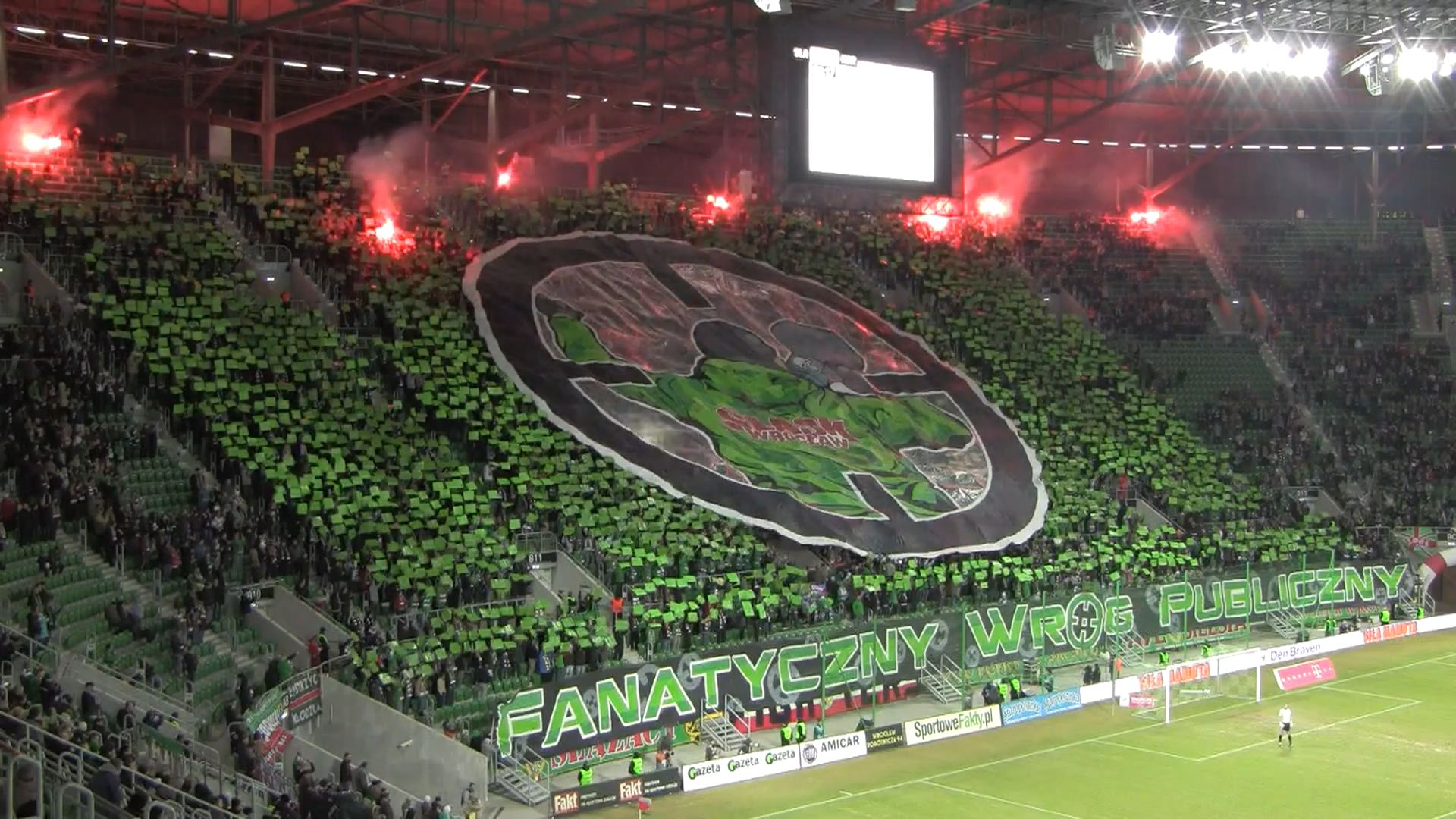
Kibice Śląska podczas meczu z Koroną Kielce w marcu 2012 roku.

Kibice Śląska przyjaźnią się z kibicami:
- Lechii Gdańsk (od 1977)[72]
- Motoru Lublin (od 1989)[73]
- SFC Opava (od 1998)[74]
- Miedzi Legnica (od 2001)[75]
- Ferencvárosu Budapeszt (od 2021)[76]

Kibice Śląska powołali 16 października 2008 r. Stowarzyszenie Wielki Śląsk. W zebraniu założycielskim stowarzyszenia, które miało miejsce w budynku klubowym Śląska przy ul. Oporowskiej 62, wzięło udział blisko 40 osób reprezentujących wszystkie aktywne grupy kibicowskie. „Wielki Śląsk” działa w wielu obszarach. Poza organizowaniem wyjazdów i opraw meczowych bierze udział w spotkaniach z piłkarzami w szkołach, domach dziecka, zakładach karnych. Przeprowadza akcje charytatywne budując pozytywny wizerunek kibiców. Stowarzyszenie wspiera również Fan Cluby Śląska. Dzięki inicjatywom stowarzyszenia i współpracy z kibicami spoza Wrocławia liczba FC WKS-u zwiększyła się kilkukrotnie.
Jednymi z pierwszych decyzji „Wielkiego Śląska” było powołanie grup „Ave Silesia” oraz „Ultras Silesia”. Pierwsza zrzeszała kibiców Śląska prowadzących i promujących sportowy tryb życia. Druga skupiała kibiców tworzących oprawy meczowe. Z czasem przy wsparciu Stowarzyszenia „Wielki Śląsk” obie grupy się bardzo rozwinęły i bardziej usamodzielniły.
W wielu miejscowościach działają Fan Cluby Śląska, m.in. w takich jak: Oleśnica, Milicz, Wołów, Oława, Jelcz-Laskowice, Środa Śląska, Syców, Bielany Wrocławskie, Kobierzyce, Jordanów Śląski, Łagiewniki, Ząbkowice Śląskie, Kamieniec Ząbkowicki, Bardo, Kłodzko, Kudowa-Zdrój, Złoty Stok, Lądek-Zdrój, Bystrzyca Kłodzka, Stronie Śląskie, Nowa Ruda, Bielawa, Brzeg Dolny, Brzeg, Namysłów, Kluczbork, Nysa, Kąty Wrocławskie, Oborniki Śląskie, Skokowa, Żmigród, Trzebnica, Prusice, Bierutów, Strzelin, Siechnice, Żerniki Wrocławskie, Paczków, Biestrzyków, Kamieniec Wrocławski, Szczodre, Ziębice, Jawor, Strzegom, Bolków, Jelenia Góra, Kowary, Zgorzelec, Bogatynia, Świdnica, Żarów, istnieje także Fan Club Ślężanie (Sobótka, Rogów Sobócki i okolice góry Ślęży).
We Wrocławiu działa stowarzyszenie Klub Kibiców Niepełnosprawnych (KKN) skupiające kibiców WKS-u z województwa dolnośląskiego. W roku 2014 stowarzyszenie otrzymało Nagrodę Specjalną CAFE UEFA – Centrum Dostępu do Piłki Nożnej w Europie.